# 유흡 (전한)
유흡(劉歙, ? ~ ?)은 전한 후기의 제후로, 교동경왕의 아들이다.

## 생애
영광 3년(기원전 41년), 상향후(上鄕侯)에 봉해졌다.
원수 원년(기원전 2년), 작위가 박탈되었다.

## 출전
- 반고, 《한서》 권15하 왕자후표 下

| 선대 (첫 봉건) | 전한의 상향후 기원전 41년 3월 ~ 기원전 2년 | 후대 (봉국 폐지) |